# Triệu Đức Phương
Triệu Đức Phương (趙德芳; 959 - 981), là Hoàng tử thứ 4 của Tống Thái Tổ Triệu Khuông Dẫn. Tống Hiếu Tông là cháu 6 đời của ông.

## Tiểu sử
Triệu Đức Phương là em cùng cha với Yến Ý vương Triệu Đức Chiêu (燕懿王趙德昭), là 2 người con trai còn sống tới khi trưởng thành của Thái Tổ. Không rõ mẹ của Đức Phương là ai nhưng chắc chắn ông không phải con của 3 chính thất của Thái Tổ bởi vì Hạ Hoàng hậu mất năm 958, trước khi Đức Phương sinh ra 1 năm; Tống Hoàng hậu hơn Đức Phương chỉ 7 tuổi; còn Vương Hoàng hậu thì không có với Thái Tổ một người con nào.
Năm 976, Triệu Quang Nghĩa đăng cơ, tức vị Tống Thái Tông, đại xá thiên hạ, phong cho Đức Phương làm Ngự sử ở Quý Châu rồi Hưng Nguyên doãn (興元尹, nay là Hán Trung), thăng đến Tiết độ sứ Sơn Nam Tây Đạo (山南西道, gần Tứ Xuyên ngày nay), Bình chương sự. Mùa đông năm 978, Đức Phương được phong làm Kiểm hiệu thái uý (檢校太尉).

## Cái chết
Năm 979, Triệu Đức Chiêu, anh trai ông tự sát, có thuyết cho rằng Thái Tông bức tử. Năm 981, Đức Phương cũng đột ngột qua đời không rõ lý do. Cả hai anh em ông đều qua đời khi còn khá trẻ và cách nhau chỉ trong một khoảng thời gian ngắn. Điều này làm dấy lên nghi vấn rằng chính Thái Tông đã bức ép 2 người con của Thái Tổ đến chết.
Sau khi qua đời, Thái Tông ôm quan tài ông mà khóc nức nở, cho nghỉ chầu 5 ngày tưởng nhớ Đức Phương, điều này cũng xảy ra tương tự với cái chết của Đức Chiêu. Thái Tông ban thuỵ cho ông là Khang Huệ (康惠), truy tặng Kỳ vương (岐王), sau đổi thành Sở vương (楚王). Huy Tông sau này cải thành Tần vương (秦王). Vì vậy thuỵ hiệu đầy đủ của ông là Tần Khang Huệ vương (秦康惠王).

## Trong văn học
Trong 2 tác phẩm Dương gia tướng và Thất hiệp ngũ nghĩa của dân gian Trung Quốc, Triệu Đức Phương được gọi là Bát hiền vương (八賢王) hay Bát vương gia (八王爺) nhưng nhân vật này được xem là pha trộn giữa Triệu Đức Phương ngoài đời và Triệu Nguyên Nghiễm, là em họ của ông, con của Thái Tông vì các nhân vật trong tiểu thuyết đều xuất hiện vào thời của Tống Chân Tông và Tống Nhân Tông.
| Triệu Đức Phương (tiểu thuyết)                     | Triệu Đức Phương (lịch sử)                 |
| -------------------------------------------------- | ------------------------------------------ |
| Bát hiền vương (八賢王) hay Bát vương gia (八王爺) | hoàng tử thứ tư của Tống Thái Tổ           |
| Mất trong những năm trị vì của Nhân Tông           | Mất năm 981 dưới thời trị vì của Thái Tông |

## Gia thất

### Thê thiếp
- Tiêu thị (焦氏), con gái của Tiêu Kế Huân (焦继勋), Tri phủ Hà Nam, Chương Đức Tiết độ sứ
- Vệ Quốc phu nhân Phù thị (卫国夫人符氏)
- Tần Quốc phu nhân Vương thị (秦国夫人王氏)
- Dĩnh Xuyên phu nhân Lý thị (颖川夫人李氏)

### Con cái

#### Con trai
- Cao Bình Quận vương Triệu Duy Tự (赵惟叙; 977 - 1011), con của Tiêu thị, tự Mậu Công (懋功), trực hệ của Triệu Hoành, là con nuôi của Tống Ninh Tông, sau bị Sử Di Viễn giả mạo chiếu chỉ phế truất rồi sát hại
  - An Quốc công Triệu Tùng Chiếu (赵从照)
  - Triệu Tùng Phổ (赵从溥), Hữu thị cấm nội điện sùng ban, Kiến Châu Quan sát sứ
- Anh Quốc công Triệu Duy Hiến (英国公赵惟宪; 979 - 1016), con của Tiêu thị, trực hệ của Tống Hiếu Tông
  - An Định Quận vương → Vinh vương Triệu Tùng Thức (赵从式)
  - Triệu Tùng Nhung (赵从戎), Nội điện sùng ban
  - Tân Hưng hầu Triệu Tùng Úc (赵从郁)
  - Triệu Tùng Diễn (赵从演), Lễ tân phó sứ
  - Triệu Tùng Giới (赵从戒), Nội điện Sùng ban
  - Triệu Tùng Thực (赵从湜), Nội điện Sùng ban
  - Triệu Tùng Bí (赵从贲), Cung phụng quan
- Trương Dịch hầu → Nam Khang Quận công Triệu Duy Năng (赵惟能; 979 - 1008), con của Phù thị, trực hệ của ông là Triệu Bá Cửu (趙伯玖), một người con nuôi của Tống Cao Tông

#### Con gái
- Hưng Bình Quận chúa (兴平郡主), sau gia phong làm Đại Ninh Công chúa (大宁公主), lấy Tào Bân (曹彬) con của Tào Dực (曹珝)
- Thừa Khánh Quận chúa (承庆郡主), sau gia phong làm Lạc Bình Công chúa (乐平公主), lấy Bàn Mỹ (潘美) con của Bàn Duy Hi (潘惟熙)